# Stephansbursa

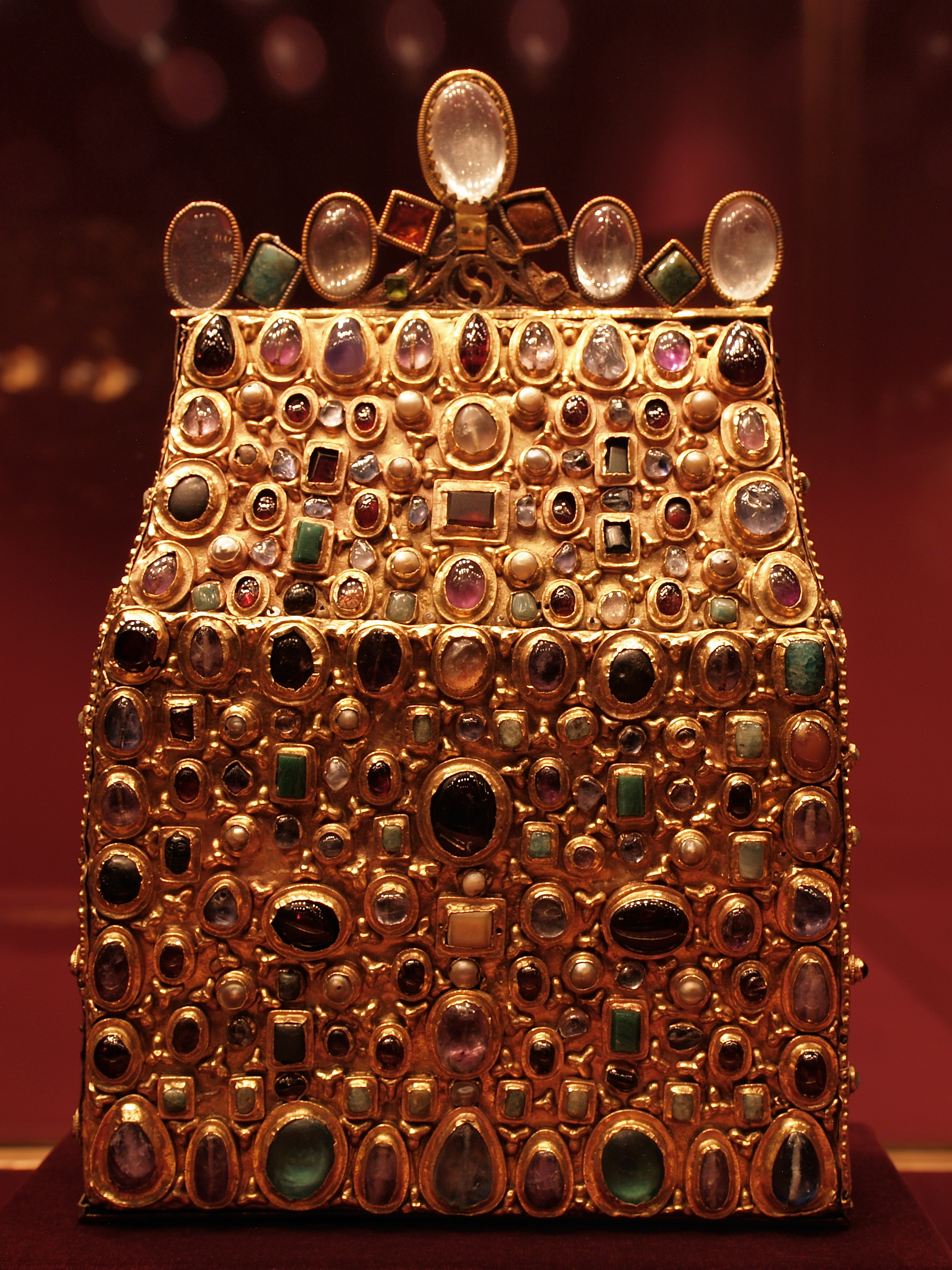
Die Stephansbursa in der Wiener Schatzkammer

Die Stephansbursa, auch Stephansburse, ist Teil der Reichskleinodien des Heiligen Römischen Reiches. Es handelt sich um ein Reliquiar in Form einer Pilgertasche, das angeblich Erde aus Jerusalem enthält, die mit dem Blut des Heiligen Stephanus getränkt ist.
Die Vorderseite der Stephansbursa ist reich mit Edelsteinen besetzt. Die Seitenflächen zeigen vier Medaillons: eine Rachegöttin, einen Fischer, einen Falkenjäger und einen Vogelsteller. Es handelt sich um eine karolingische Arbeit, vermutlich aus dem ersten Drittel des 9. Jahrhunderts.
Bei der Krönung in Aachen befand sich die Stephansbursa zunächst als einziges Reichskleinod auf dem Kredenztisch. Nach dem eigentlichen Krönungsakt wurde sie in einen Hohlraum des Thrones gelegt, auf dem der Kaiser dann Platz nahm. Damit thronte der Gekrönte auf Erde aus der Heiligen Stadt, die zusätzlich durch das Märtyrerblut geheiligt worden war.
Zusammen mit dem Reichsevangeliar und dem Säbel Karls des Großen ist sie eines von drei Reichskleinodien, die traditionell in Aachen aufbewahrt wurden. 1794 wurden sie vor den anrückenden Truppen Napoleons zunächst nach Paderborn in Sicherheit gebracht. 1801 kamen sie nach Wien in die weltliche Schatzkammer. Von 1938 bis 1946 befand sich die Stephansbursa in Nürnberg und wurde dann nach Wien zurückgebracht. In Aachen befindet sich heute eine Nachbildung der Bursa.